# Kemi härad
Kemi härad är ett härad i finska Lappland, tidigare i Uleåborgs respektive Lapplands län.
Ytan (landsareal) var 1910 35 730,4 km², invånarantalet 31 december 1908 var 53 464 och befolkningstätheten 1,5 inv/km².

## Ingående kommuner
De ingående landskommunerna var 1910 som följer:
- Kemi landskommun (finska Kemin maalaiskunta), bytte namn till Keminmaa 1979
- Kemiträsk (finska Kemijärvi)
- Kolari
- Karunki
- Kuolajärvi, bytte namn till Salla 1936
- Nedertorneå (finska Alatornio)
- Rovaniemi
- Simo
- Tervola
- Turtola, bytte namn till Pello 1949
- Övertorneå (finska Alkkula, Ylitornio)

Ranua bröts ut ur Rovaniemi, Simo och Pudasjärvi 1917. Rovaniemi köping bröts ur landskommunen 1929. När Lapplands län bildades 1938 överfördes Posio till häradet. Denna kommun bildade tillsammans med Ranua, Salla, Kemiträsk, Rovaniemi köping och Rovaniemi landskommun Rovaniemi härad 1943. Karunki och Nedertorneå inkorporerades i Torneå stad 1973.
Sedan häradsreformen består häradet av Kemi stad samt Keminmaa, Simo och Tervola kommuner. Resten av häradet bildade Torneådalens härad.